# Collège Saint-Xavier de Calcutta
Le collège Saint-Xavier de Calcutta est une institution scolaire fondée en 1860 à Calcutta (Inde) par des jésuites belges. Sis au 30 Park Street (ou 30 Mother Teresa Sarani), il compte 2 100 élèves pour un cycle complet, primaire et secondaire de 12 ans. Fondé au départ pour l’éducation des catholiques, il est depuis longtemps ouvert aux autres confessions religieuses. Compté parmi les meilleures institutions d’éducation secondaire au Bengale, le collège est dirigé aujourd’hui par des jésuites indiens.

## Histoire

### Origine et fondation
Peu après la création du vicariat apostolique du Bengale (1834), et à la demande de l’évêque Saint-Léger, un groupe de jésuites anglais ouvre un petit collège sur Chowringhee (1834), une des artères principales de la ville de Calcutta. Douze ans plus tard (1846), alors que le collège compte 250 élèves, il est repris en mains par l’évêque Patrick Carew, un irlandais, avec lequel les pères jésuites étaient en conflit. Ces derniers quittent Calcutta. 
Le collège de Carew (appelé Saint-Jean) périclitant, et considérant que l’éducation des jeunes catholiques était une priorité du diocèse de Calcutta, son successeur Mgr Olliffe se tourne à nouveau vers les jésuites. Il rencontre le supérieur général à Rome, Pierre Beckx qui demande aux jésuites de Belgique de répondre positivement à sa demande. Arrivés en novembre 1859 huit jésuites ayant à leur tête Henri Depelchin ouvrent un nouveau collège en janvier 1860. Le théâtre ‘Sans Souci’ du ‘10 Park Street’, fermé à la suite d’un grave accident, est racheté et le collège s’y installe, (devenu depuis lors le ‘30 Park Street’). 

### Développement et succès
La première année, le collège compte 75 élèves, dont quelques pensionnaires. Les débuts sont modestes et difficiles, car le collège manque de tout. Les appels publics au soutien financier de la nouvelle institution sont fréquents. Le programme d’études est celui des collèges d’Angleterre, et en 1862 il reçoit son affiliation à la nouvelle université de Calcutta. Durant plusieurs années le nombre d’élèves reste aux environs d’une centaine. 
Le rectorat d’Henri Depelchin, qui commence en 1864, marque un tournant. Homme de vision il introduit un service de ramassage scolaire. Une grande première dans la ville de Calcutta, qui en fait n’a pas encore de transports publics... C’est un succès, et le nombre d’élèves croît  rapidement. En 1865, 190 garçons fréquentent l’école. L’année suivante : 365. Et en 1867 : 420. En 1879, le nombre d’élèves dépasse les 500. 
Un département universitaire est ouvert en 1869 avec 45 étudiants. Les succès académiques et la réputation scientifique de plusieurs professeurs (dont le père Ignace Carbonnelle) relèvent le prestige de la religion catholique, jusque-là peu estimée au Bengale. Eugène Lafont a 34 ans lorsqu’il est nommé recteur du collège (1871). Il avait déjà à son actif quelques ‘expositions scientifiques’ qui avaient attiré les foules de Calcutta. À la suite du cyclone tropical dévastateur de 1867 il avait fait venir à Calcutta le père Édouard Francotte ( -1926) qui est immédiatement chargé de monter (en 1869) un observatoire astronomique et météorologique. Ses prévisions du temps, publiées quotidiennement dans la presse de Calcutta, font de lui le ‘Monsieur météo’ de Calcutta. 
À Calcutta la seconde moitié du XIXe siècle est une période de prospérité: l’industrie du jute, l’ingénierie, le commerce du thé, sans parler du secteur tertiaire (restauration, presse, etc) et les besoins grandissant de l’administration du ‘Raj britannique, attire de nombreux étrangers, et pas seulement les Anglais. Le tout est soutenu par un réseau de chemin de fer en expansion rapide. Ceux que l’on appelle les ‘Anglo-Indiens’ adoptent le collège et lui donnent son caractère européen. 
Calcutta devient un archidiocèse catholique en 1887. L’archevêque, Mgr Paul Goethals promeut l’éducation, et avec le soutien du collège Saint-Xavier, d’autres institutions sont ouvertes, à Darjeeling et à Kurseong. Les autorités civiles, vice-rois et gouverneurs (particulièrement le marquis de Ripon)  acceptent volontiers de présider aux célébrations de distribution des prix. Calcutta étant la 'capitale des Indes britanniques' les visites officielles de dignitaires étrangers sont fréquentes. Leur programme comprend souvent une visite du collège Saint-Xavier, surtout si le visiteur est catholique. Ainsi l’archiduc François-Ferdinand d'Autriche en 1893. 
En 1883 le collège compte 582 élèves dont 163 dans la section universitaire. Les jésuites  sont une trentaine, presque tous belges. La moitié d’entre eux sont prêtres ; les autres, étudiants ou frères. La population scolaire, durant ces années devient ‘œcuménique’: les anglicans, juifs et arméniens y sont de plus en plus nombreux. Hindous y sont également présents. 
La réputation d’Eugène Lafont comme homme de science et pédagogue scientifique attire de nombreux étudiants indiens. Pour permettre à la section universitaire de se développer et faciliter son accès aux étudiants elle est transférée à Bowbazar (1885), un quartier plus proche de la ‘ville indienne’ de Calcutta. Mais cela entraine un changement néfaste au collège: certains veulent en faire un collège de plus en plus exclusivement élitiste et européen. Ce à quoi les jésuites s’opposent. Par manque de fonds (causés partiellement par la construction du collège Saint-Joseph à Darjeeling) la section revient à Park Street, et rapproche à nouveau étudiants indiens et européens.

### XXesiècle
Un programme de constructions et reconstructions, commencé en 1915 par le père François-Xavier Crohan entraine la disparition de l’ancien théâtre « Sans Souci », remplacé par un bâtiment moderne, avec nouveaux locaux pour le département de sciences et salle de fêtes modernes. Le père Vermeire, recteur, achève le projet de 1931 à 1936. 
Même si la population estudiantine s'indianise, les autorités du collège restent dépendantes du milieu anglo-indien. Ainsi, tout en gardant une ligne officiellement non-politique, elles étaient dans l'ensemble opposées au mouvement nationaliste qui agitait le pays et les étudiants du Bengale en particulier. Une exception était le père Albert Lallemand (1890-1966) qui organisait des débats amicaux entre étudiants où les questions sociales et politiques étaient abordées. Il obtint même que Gandhi soit invité à parler aux étudiants de Saint-Xavier (en août 1925) à l’occasion du décès de (Deshbandhu) Chitta Ranjan Das. L’occasion n‘était pas politique, mais encouragea les étudiants nationalistes. La tension monte entre étudiants anglo-indiens et les autres, aboutissant à une brève grève en 1929. 
Dans les années 1930 le collège passe par une crise. Sa population diminue, la communauté anglo-indienne de Calcutta préférant envoyer sa jeunesse dans les internats de montagne, à Kurseong, Darjeeling, Simla ou ailleurs. Les résultats scolaires sont également moins brillants : seuls 18 sur 28 passent l’examen de Cambridge en 1937. Nombreux sont ceux qui quittent l’école avant même de tenter l’examen de fin d’études. 
La section universitaire par contre est en croissance régulière. En 1930 un département de commerce est ouvert qui devient une faculté universitaire en 1946. Le succès est immédiat au point que la faculté devient rapidement la plus importante.
La Seconde Guerre mondiale bouleverse les perspectives socio-économiques autant que politiques de la région. Une demande accrue de personnel indien dans l’administration, l’industrie et le secteur bancaire de Calcutta amène une forte augmentation d’inscriptions d’élèves d'origine indienne au collège. Le tournant est important : 2000 demandes en 1944. Toutes ne peuvent être acceptées. En 1948, une propriété est acquise à Short Street, à quelques pas du campus de Park street. Un nouveau bâtiment, construit en 1957, permet de recevoir la section primaire, qui compte alors 720 élèves. 
Dans les années 1950, pour des raisons administratives, les sections secondaires et universitaires (avec trois départements : Arts, Sciences et Commerce) acquièrent leur autonomie. Le collège secondaire commence à être connu sous le nom de ‘St Xavier’s Collegiate school’. 
Dans les années qui suivent l’ethos du collège change radicalement. Les frais scolaires sont nettement inférieurs à ce que demandent les autres institutions anglo-indiennes. L’uniforme est simplifié. La formation est résolument tournée vers la réalité de la nouvelle nation indienne, adoptant le syllabus scolaire du pays, tout en l’intégrant à la formation intégrale telle que souhaitée par le ‘Ratio Studiorum’ des jésuites. En 1976 le recteur Lawrence T. Picachy rassemble les anciens élèves en une association d’alumni, l’ALSOC, comme groupe de soutien et d’organisation de services sociaux.

## XXIesiècle
Le complexe scolaire est fait de deux bâtiments qui sont séparés par une rue. Au '12 Wood street' se trouve l'école primaire (classes pré-primaires à 5). Le bâtiment des niveaux secondaire (classes 6 à 12) se trouve au '30 Park Street'. Les sections secondaire et secondaire supérieur du collège (St Xavier’s Collegiate School) partagent le campus de Park Street avec la section universitaire (St Xavier’s College), même si les deux institutions sont des entités différentes et autonomes, ayant chacune leur propre administration. 
Le collège compte 2140 élèves : 354 au secondaire supérieur, 905 au secondaire, et 881 au primaire. Un peu moins d’un tiers d’entre eux sont catholiques. Les professeurs sont au nombre de 89. 
Le collège est affilié au 'Council for the Indian School Certificate Examinations du gouvernement central de New-Delhi, pour le secondaire (6-10) et secondaire supérieur (11-12), comme au  "West Bengal Board of Secondary Education" du Bengale occidental (Calcutta) pour le secondaire (6-10). Les élèves choisissent l’une ou l’autre option.
Les classes supérieures du collège sont engagées dans deux programmes d’échanges estudiantins avec d’autres institutions scolaires. Les échanges avec le ‘Belvedere college’ de Dublin (Irlande) se poursuivent annuellement depuis 17 ans déjà (classes 9-10). Depuis 2011, un programme d’échanges avec la ‘Shida Fuzhong High School’ de Kunming (Chine) est ouvert aux étudiants des classes 11-12.

## Personnalités
Ces personnalités indiennes furent étudiants au collège Saint-Xavier :
- Aditya Vikram Birla, chef du groupe industriel de la famille des Birlas.
- Derek O'Brien, personnalité de la TV.
- Dilshad Khan, chanteur de musique classique hindoustani
- Huseyn Suhrawardy, premier ministre du Pakistan
- Jagadish Chandra Bose, homme de science, (Fellow of the Royal Society)
- Jyoti Basu, premier ministre du Bengale occidental.
- Norman Pritchard, médaille d’or aux jeux olympiques de Paris (1900).
- Rabindranath Tagore, poète, écrivain et musicien Bengali, prix Nobel de littérature (1913).
- Raj Kapoor, acteur de cinéma
- Sanjiv Goenka, vice-président RPG
- Sanjeev Sanyal, économiste et environnementaliste.
- Shankar Roychowdhury, chef d’état major de l’armée indienne
- Siddhartha Shankar Ray, avocat, premier ministre du Bengale occidental, et ambassadeur de l’Inde aux États-Unis.
- Sourav Ganguly, joueur de cricket (2000–2005)
- Utpal Dutt (1929-1993), acteur de cinéma

## Sources
- Udayan Namboodiry: St Xavier’s; the making of a Calcutta Institution, New-Delhi, Viking (Penguin Books India), 1995, 172pp.